# Фернандо Ансурес (граф Кастилии)

Пиренейский полуостров около 910 года

Ферна́ндо Ансу́рес (Фернандо Ассу́рес; исп. Fernando Ansúrez; умер после 929) — граф Кастилии и Бургоса (около 916—920), граф Кастилии (926 — около 929), представитель семейства Ансуресов.

## Биография
История Кастилии конца IX — первой трети X веков освещена в источниках крайне слабо. В хрониках, как испано-христианских, так и мусульманских, в отношении Кастилии, в основном, упоминаются события войн между христианами и маврами, однако роль в них конкретных кастильских графов в большинстве случаев не раскрыта из-за того, что современных событиям собственно кастильских исторических хроник нет, а хроники, составленные в королевстве Леон и в мусульманских владениях, не уделяют большого внимания маловлиятельным ещё в это время графам Кастилии. Основным источником по внутренней истории Кастилии являются данные или заверенные кастильскими графами хартии, но и они из-за своей фрагментарности не позволяют установить точную в хронологии и фактах историю Кастилии этого периода.
Фернандо Ансурес принадлежал к семье, члены которой в середине IX века возглавили заселение горного района Ока, став основателями поселений Вильянасур и Вильясур. О жизни Фернандо Ансуреса до 916 года никаких свидетельств не сохранилось. В этом же году в хартии, данной 27 августа монастырю Сан-Педро-де-Карденья, он впервые упоминается как граф Кастилии. Фернандо Ансурес сменил здесь Гонсало Фернандеса, однако ни точная дата, ни причина смещения королём Леона Ордоньо II предыдущего графа неизвестны.
Первое правление Фернандо Ансуреса в Кастилии совпало с активизацией военных действий между испанскими христианами, возглавляемыми королём Ордоньо II, и маврами, во главе которых был эмир Кордовы Абд ар-Рахман III. Кастилия, как приграничная область королевства Леон, была основной целью вторжений мусульман. Уже в 916 году, в ответ на поход короля Леона на Мериду, мавры под командованием Ахмада ибн Мухаммада ибн Абу Абда совершили набег на Кастилию и захватили здесь богатую добычу.
В 917 году Абд ар-Рахман III собрал большое войско, призвав в него воинов не только из мусульманской Испании, но и из Африки. Поход возглавили полководцы Ахмад ибн Мухаммад ибн Абу Абд и аль-Хулит Абулхабат. Выйдя 2 августа из Кордовы, и 1 или 2 сентября достигнув Дуэро, войско мавров вторглось в Кастилию и осадило Сан-Эстебан-де-Гормас. Однако 4 сентября мусульмане были внезапно атакованы и обращены в бегство войском христиан во главе с Ордоньо II. В результате сражения и последующего преследования погибло множество мавров (в том числе и Ахмад ибн Мухаммад ибн Абу Абд). Аль-Хулит Абулхабат был захвачен в плен и по приказу короля Леона обезглавлен, а его голова была выставлена на крепостной стене Сан-Эстебан-де-Гормаса. Это поражение не остановило набеги мавров и в 918 году они совершили нападение на кастильскую крепость Мутунья (современный Монсон-де-Кампос).
В 920 году, в ответ на непрекращающиеся походы короля Леона Ордоньо II и его союзника короля Наварры Санчо I Гарсеса, эмир Кордовы Абд ар-Рахман III объявил священную войну христианам, вновь собрал большое войско, лично возглавил его и 4 июня выступил в поход. В начале июля войско мавров вторглось в земли Кастилии и 8 июля взяло Осму. В этих обстоятельствах ряд кастильских графов (в источниках их имена не указаны) отправили посольство к Абд ар-Рахману III с предложением в обмен на мир признать над собой верховную власть эмира Кордовы. Ответа послы так и не получили. Более того, мавры продолжили разорять Кастилию и в последующие дни взяли и разрушили несколько кастильских городов, в том числе Сан-Эстебан-де-Гормас (9 июля), Бургос (10 июля), Клунию (11 июля), Калаорру (21 июля) и крепость Каркар (22 июля). 26 июля в сражении при Вальдехункере Абд ар-Рахман III нанёс сокрушительное поражение объединённому войску королей Ордоньо II и Санчо I Гарсеса. В течение следующего месяца войско мавров разоряло приграничные области Наварры и Леона. Оставив в нескольких захваченных им крепостях мусульманские гарнизоны, Абд ар-Рахман III 2 сентября с триумфом возвратился в Кордову.
Ордоньо II обвинил в поражении в сражении при Вальдехункере кастильских графов, которые не привели свои отряды, несмотря на призыв короля. Король объявил о лишении Фернандо Ансуреса титула графа Кастилии. В ответ кастильские графы собрались в Бургосе, намереваясь поднять мятеж. Узнав об этом, Ордоньо II, пригласил заговорщиков на переговоры в селение Техарес (на реке Каррион). Здесь, явившиеся на переговоры графы Нуньо Фернандес, и его сын Диего, а также Фернандо Ансурес, были заключены под стражу. Согласно легендам, Родриго Диас Аболмондар, Родриго Диас Аболмондар Албо и его сын были казнены, однако данная ими хартия от 924 года подтверждает, что они были прощены королём. Фернандо Ансурес был отправлен в заключение в Леон, но вскоре освобождён. Оправдавшийся перед королём Нуньо Фернандес стал новым графом Кастилии.
После освобождения из заключения Фернандо Ансурес продолжал жить в городе Леон. Сохранилась данная им 4 марта 921 года дарственная хартия монастырю Сан-Педро-де-Карденья.
В 926 году граф Нуньо Фернандес в борьбе за престол королевства Леон поддержал Альфонсо Фройласа, но победу в междоусобной войне одержали сыновья Ордоньо II, один из которых, Альфонс IV, стал королём. Новым графом Кастилии вновь был назначен Фернандо Ансурес, однако от графства был отделён Бургос, графом которого стал Гутьер Нуньес, впоследствии назначенный преемником Фернандо Ансуреса. Точные даты начала и конца его правления неизвестны. В качестве графа Кастилии он упоминается только в двух хартиях 929 года (последняя датирована 24 ноября). О дальнейшей судьбе Фернандо Ансуреса никаких сведений не сохранилось.
Фернандо Ансурес был женат на Муниадонне (умерла между 919 и 929). Её происхождение точно неизвестно, но предполагается, что она была дочерью графа Муньо Нуньеса и вдовой короля Леона Гарсии I. От этого брака у Фернандо Ансуреса был единственный сын Ансур Фернандес, граф Кастилии в 944—945 годах.

## Карты
- Территориальный рост Кастилии в VIII—X веках
- Заселение долины Дуэро в IX—X веках